# Käthe Mey
Pour les articles homonymes, voir Mey (homonymie).
Käthe Mey, née le 19 janvier 1907 à Berlin et morte en 1987 à Würselen, est une monteuse suisse.

## Biographie
Née allemande, elle obtient la nationalité britannique par un mariage et devient monteuse pour Tobis-Tonbild-Syndikat.
Lazar Wechsler la fait venir à Zurich. Pendant la Seconde Guerre mondiale, les étrangers sont interdits de travail ; elle laisse sa place en 1942 à Hermann Haller.
Après la guerre, elle travaille en Angleterre et au Canada. Elle obtient la nationalité suisse en 1962.

## Filmographie
- 1933 : Wie d’Warret würkt[1]
- 1935 : Ja sooo!
- 1938 : Le Fusilier Wipf
- 1939 : L'Inspecteur Studer
- 1940 : Fräulein Huser
- 1940 : Les Lettres d'amour
- 1941 : Gilberte de Courgenay
- 1941 : Romeo und Julia auf dem Dorfe
- 1941 : Landammann Stauffacher
- 1942 : Das Gespensterhaus
- 1942 : Der Schuss von der Kanzel
- 1949 : Swiss Tour
- 1954 : Landarzt Dr. Hilfiker heiratet